# Джован Батиста Руополо
Джован Батиста Руополо (на италиански: Giovan Battista Ruoppolo; 5 април 1629, Неапол – 17 януари 1693, пак там) е италиански художник, активен в Неапол, Италия. Той твори в Бароковия период в стил Натюрморт.

## Биография
Джован Батиста Руополо е роден в Неапол през 1629 г.
Художникът е съвременник на неаполитанския художник, гравьор и поет Салватор Роса и заедно с друг неаполитански художник – Джузепе Реко е ученик на Паоло Порпора.
Неговият стил се основава на тъмните нюанси на фона и в някои отношения е близо до някои картини от същия жанр на Караваджо. Картини на Руополо са изложени в неаполитанските музеи Италиански галерии – Неапол, Музей „Каподимонте“, Музей „Сан Мартино“.
Умира в Неапол през 1693 г. на 63-годишна възраст.

## Картини на Джован Батиста Руополо
- Натюрморт 
Италиански галерии
Неапол
- Натюрморт
Частна колекция
- Натюрморт
Словашка национална галерия
Братислава
- Натюрморт
Галерия Паоло Сапори
Сполето
- Натюрморт
Музей „Йоан Павел II“
Варшава